# Попович, Петар (шахматист)
Пе́тар По́пович (серб. Петар Поповић; род. 14 февраля 1959, Орловат) — сербский шахматист, гроссмейстер (1981).
Чемпион Югославии среди юношей (1975 и 1976). Участник чемпионата мира среди юношей (1977) — 3—6-е места. Лучший результат в чемпионатах Югославии: 1986 — 2—3-е места.
В составе команды Югославии участник 4-х Олимпиад (1986—1990, 1994). Зональный турнир ФИДЕ, Пукарево (1987) — 1—2-е места; межзональный турнир, Суботица (1987) — 10-е место. Сыграл вничью матч с М. Чибурданидзе — 4 : 4.
Лучшие результаты в других международных соревнованиях: Нови-Сад (1977) — 1-е, 1981 — 1—2-е, 1982 — 2—3-е, 1984 — 2—4-е; Кикинда (1978) — 3—5-е; Вроцлав и Цюрих (1979) — 1—2-е; Баймок (1980) — 1—2-е; Печ (1980) — 1—3-е; Поляница-Здруй (1982) — 1—2-е; Сараево (1984) — 5—7-е; Наленчув (1984) — 2—3-е; Загреб — Риека (1985) — 5—6-е; Порторож — Любляна (1985) — 6-е; Бор (1985) — 1—2-е; Канн (1986) — 2—6-е; Джакарта (1986) — 1—2-е; Вршац (1987) — 3-е; Белград (1987) — 4—6-е места.

## Изменения рейтинга
| Графики недоступны из-за технических проблем. См. информацию на Фабрикаторе и на mediawiki.org. |